# Born Dead
Born Dead è il secondo album in studio del gruppo heavy metal statunitense Body Count, pubblicato nel 1994.

## Tracce
Tutte le tracce sono dei Body Count, eccetto dove indicato.
1. Body M/F Count – 2:14
2. Master of Revenge – 5:20
3. Killin' Floor – 2:21
4. Necessary Evil – 3:59
5. Drive By – 1:26
6. Last Breath – 5:18
7. Hey Joe (Billy Roberts) – 4:28
8. Shallow Graves – 4:12
9. Surviving the Game – 5:41
10. Who Are You – 3:48
11. Street Lobotomy – 2:24
12. Born Dead – 5:59

## Formazione
- Ice-T – voce
- Ernie C. – chitarre
- Mooseman – basso
- D-Roc – chitarra
- Beatmaster "V" – batteria